# Zulu Groove
Zulu Groove è una compilation di Afrika Bambaataa.

## Tracce
1. World Destruction
2. Shango Message
3. Wild Style
4. Zulu Groove
5. Thank You
6. Let's Party Down
7. Soca Fever
8. World Destruction (Melt-Down Re-Mix)